# 北惠特克斯鎮區 (北卡羅萊納州納什縣)
北惠特克斯鎮區（英語：North Whitakers Township）是位於美國北卡羅萊納州納什縣的一個鎮區。

## 地方資料
北惠特克斯鎮區的面積為138.82平方千米，皆為陸地。根據2020年美國人口普查的數據，當地共有人口2534人，而人口密度為每平方千米18.25人。